# Ťi Pcheng-fej
Ťi Pcheng-fej (čínsky pchin-jinem Jī Péngfēi, znaky tradiční 姬鵬飛; 2. února 1910 – 10. února 2000) byl čínský komunistický diplomat politik, místopředseda vlády (1979–1982) a státní poradce (1982–1988), ředitel úřadu státní rady pro Hongkong a Macao (1983–1990), generální sekretář státní rady (1980–1981), vedoucí oddělení mezinárodních vztahů ÚV KS Číny (1979–1982). Předtím generální sekretář (1975–1979) a místopředseda (1978–1979) stálého výboru Všečínského shromáždění lidových zástupců, ministr zahraničí (1972–1974). Byl členem širšího vedení Komunistické strany Číny jako člen jejího ústředního výboru v letech 1973–1982 a člen stálého výboru ústřední poradní komise v letech 1982–1992. Původně lékař v armádě Kuomintangu přešel roku 1931 na stranu komunistů. Účastník čínské občanské války a čínsko-japonské války, po roce 1949 působil v diplomacii jako velvyslanec v Německé demokratické republice a náměstek ministra zahraničí.

## Život
Ťi Pcheng-fej se narodil 2. února 1910 v okresu Lin-i na jihozápadě provincie Šan-si v rodině středního rolníka. Po střední škole se přihlásil na vojenskou lékařskou školu v Si-anu a po jejím absolvování sloužil jako vojenský lékař v kuomintangské Národní revoluční armádě. V roce 1931 byla jeho jednotka přeložena do Ťiang-si, kde přeběhla ke komunistickým povstalcům a Ťi Pcheng-fej vstoupil do řad čínské Rudé armády. Roku 1932 vstoupil i do Komunistické strany Číny. Jako lékař v komunistickém 5. sboru se účastnil se bojů v Ťiang-si a jako náčelník zdravotníků 1. sboru i Dlouhého pochodu, poté sloužil jako zástupce vedoucího a vedoucí zdravotnického oddělení ústřední vojenské komise. Po studiích na ústřední stranické škole a marxisticko-leninské akademii působil v Nové 4. armádě (které velel Čchen I) jako vedoucí politického oddělení a komisař v různých kolonách a brigádách armády. Od roku 1945 sloužil jako politický komisař 7. kolony Středočínské polní armády, pak 11. kolony Východočínské (později 3.) polní armády (které velel Čchen I) a válku zakončil v Chang-čou jako zástupce komisaře a vedoucí politického oddělení 7. armády v 3. polní armádě. 
Po vzniku Čínské lidové republiky pracoval na ministerstvu zahraničních věcí. V letech 1950–1955 vedl diplomatickou misi ve východním Německu (NDR), zprvu jako vedoucí mise, od roku 1953 velvyslanec, přičemž byl ve svých 43 letech nejmladším čínským velvyslancem. V lednu 1955 byl odvolán z Německa a povýšen na náměstka ministra zahraničních věcí. Roku 1964 byl také zvolen poslancem Všečínského shromáždění lidových zástupců.
Po vypuknutí kulturní revoluce byl zpočátku spolu s ministrem Čchen Im (ministr zahraničí od roku 1958) a náměstkem Čchiao Kuan-chuou obviněn z členství v kontrarevoluční klice ovládající ministerstvo zahraničí. Podařilo se však udržet ve funkci (odpovídal za vztahy s africkými a asijskými státy), a místo kritizovaného a nemocného Čchen Iho s Čchiao Kuan-chuou převzali vedení ministerstva, v dubnu 1971 byl jmenován úřadujícím ministrem a poté, co Čchen I v lednu 1972 zemřel, nastoupil na jeho místo ministra zahraničních věcí. Na X. sjezdu KS Číny v srpnu 1973 byl zvolen členem ústředního výboru KS Číny (znovuzvolen na XI. sjezdu v srpnu 1977, do září 1982). V listopadu 1974 byl z ministerstva zahraničí odvolán.
V lednu 1975 byl zvolen poslancem a členem stálého výboru Všečínského shromáždění lidových zástupců a generálním sekretářem stálého výboru shromáždění a v březnu 1978 znovuzvolen na další volební období shromáždění, přičemž k úřadu generálního sekretáře byl zvolen i místopředsedou stálého výboru shromáždění.
V lednu 1979 byl jmenován vedoucím oddělení mezinárodních vztahů ústředního výboru KS Číny (do dubna 1982). V září 1979 byl jmenován místopředsedou státní rady (vlády), přičemž současně rezignoval na funkce ve stálém výboru Všečínského shromáždění lidových zástupců (místopředsedy a generálního sekretáře). V únoru 1980 převzal funkci generálního sekretáře státní rady (vlády, do března 1981). V dubnu 1982 odevzdal vedení oddělení mezinárodních vztahů ÚV KS Číny do rukou Čchiao Š’a a v květnu 1982 při reorganizaci státní rady s deseti dalšími kolegy přešel z pozice místopředsedy vlády do nově zřízeného o stupeň nižšího úřadu státního poradce. Na XII. sjezdu KS Číny v září 1982 již nekandidoval do ústředního výboru, náhradou byl zvolen členem ústřední poradní komise a jejího stálého výboru (do 1992). V červnu 1983 zemřel Liao Čcheng-č’, ředitel úřadu státní rady pro Hongkong a Macao a Ťi Pcheng-fej převzal uvolněnou pozici (díky rozhodné podpoře Li Sien-niena, v 80. letech odpovědného za zahraniční politiku v nejužším vedení strany, ve stálém výboru politbyra).
Na XIII. sjezdu KS Číny v listopadu 1987 byl potvrzen ve stálém výboru ústřední poradní komise. S ukončením funkčního období vlády v dubnu 1988 odešel z úřadu státního poradce, v listopadu 1990 kvůli nemoci vedení úřadu pro Hongkong a Macao předal Lu Pchingovi a na XIV. sjezdu KS Číny v říjnu 1992 opustil i stranické funkce.
V roce 1999 byl jeho syn Ťi Šeng-te, vysoce postavený člen rozvědky Čínské lidové osvobozenecké armády, zatčen a souzen za korupci, prodej tajných informací a defraudaci veřejných prostředků a byl odsouzen k trestu smrti. Trest mu byl změněn na 20 let vězení, když vrátil ukradené peníze.
Zemřel 10. února 2000 v nemocnici v Pekingu na komplikace spojené se zápalem plic.